# Matías Aranzábal
Matías Aranzábal Arozena (San Sebastián, 8 de abril de 1900-5 de junio de 1963) fue un futbolista español que jugaba en la demarcación de centrocampista.

## Biografía
Empezó a formarse como futbolista con el Real Unión, donde permaneció durante seis años.En la temporada 1922/1923 fue traspasado a la Real Sociedad. Durante los primeros meses jugó en el filial, hasta que finalmente debutó contra el Club Deportivo Esperanza el 7 de octubre de 1923 en el Campeonato de Guipúzcoa en un partido que acabó con 0-4 a favor de la Real. Jugó en el club donostiarra durante siete años, haciendo un total de cuatro goles en 66 partidos jugados. Se retiró como futbolista en la temporada 1928/1929, justo una antes de que se iniciase la primera temporada de la Primera División de España. Falleció el 5 de junio de 1963 a los 63 años de edad.

## Selección nacional
Jugó un total de dos partidos con la selección de fútbol de España. El primero lo disputó el 21 de diciembre de 1924 en Barcelona contra Austria en un partido amistoso que finalizó con 2-1 a favor del combinado español. Su segundo y último partido con la selección lo jugó el 19 de diciembre de 1926 en Vigo contra Hungría en otro partido amistoso, acabando con un marcador de 4-2 a favor de España.

## Clubes
| Club          | País   | Año         | Partidos | Goles |
| ------------- | ------ | ----------- | -------- | ----- |
| Real Unión    | España | 1916 - 1922 |          |       |
| Real Sociedad | España | 1922 - 1929 | 66       | 4     |